# Chantier naval de Mykolaïv
Le chantier naval de Mykolaïv (ukrainien : Миколаївський суднобудівний завод) est un important chantier naval appartenant à l'État et situé à Mykolaïv, en Ukraine. Dans les temps modernes[Quand ?], le chantier naval était le plus souvent appelé chantier naval de Mykolaïv Nord. Jusqu'en 2017, il était connu sous le nom de chantier naval 61 Kommounard.
Il est spécialisé dans la construction de navires frigorifiques destinés au transport des produits de la mer.